# Bañado de Ovanta
Bañado de Ovanta es una localidad de la provincia argentina de Catamarca, y cabecera del departamento Santa Rosa, en la ruta nacional RN 64 en el "km 132". El área de bañado de Ovanta ha sido reclamada anteriormente por la provincia de Tucumán.
Dependen del municipio las comunas de (con delegados comunas a su frente): Las Cañas, San Pedro de Guasayán, Lavalle y Cortaderas

## Toponimia
Bañado significa pantano o humedal, y la palabra Ovanta parece aludir a la presencia (hasta fines del siglo XIX de antas -nombre local que se le da al tapir americano-), aunque según otras versiones procedería del nombre de un criollo que llevaba el apellido vasco español Anta.

## Geografía

### Población
Cuenta con 1096 habitantes (Indec, 2010), lo que representa un incremento del 13% frente a los 971 habitantes (Indec, 2001) del censo anterior.
| Gráfica de evolución demográfica de Bañado de Ovanta entre 1991 y 2010 |
|                                                                        |
| Fuente: Censos nacionales del INDEC                                    |

### Flora
Pese a ser una zona aparentemente remota del Noroeste argentino que preservaba parte de las zonas más meridionales de yunga y bosque chaqueño, ésta actualmente (desde los 1990) padece la  notoria extinción  de árboles y sotobosque  autóctonos, lo cual causa serios problemas hacia los animales de la zona, ya que estos prácticamente se extinguieron por falta de sus milenarios hábitats naturales.

En efecto, el indiscriminado avance de los sembradíos de la alóctona soja ha dejado miles de hectáreas deforestadas.

### Agricultura
A inicios del presente siglo XXI se cultivan principalmente soja, y en menor medida  calabazas, zapallos, hortalizas, trigo y maíz. Básicamente produce verduras, ya que debido al extenuante calor de verano y el frío invernal es  complicado lograr cultivar frutas. La única que básicamente resiste es la uva, aunque también existen naturalmente  autóctonas las tunas y la variedad alimenticia de cacto llamado quimil.

### Fauna
La fauna autóctona es bastante diversa: hasta fines de siglo XIX eran comunes los tapires (o antas), los yaguares (o "tigres americanos"), los pumas, los pecaríes o "jabalíes americanos, la taruca o ciervo andino del norte; actualmente todavía se encuentran ejemplares de fauna menor como comadreja, zorro, escuerzo. Pero gran parte de la fauna ha sido devastada desde el último cuarto de siglo XX por los desmontes (deforestaciones) indiscriminados realizados por las grandes empresas agropecuarias.

## Parroquias de la Iglesia católica en Bañado de Ovanta
| Diócesis  | Catamarca          |
| --------- | ------------------ |
| Parroquia | Santa Rosa de Lima |